# Aurore (automobilka)

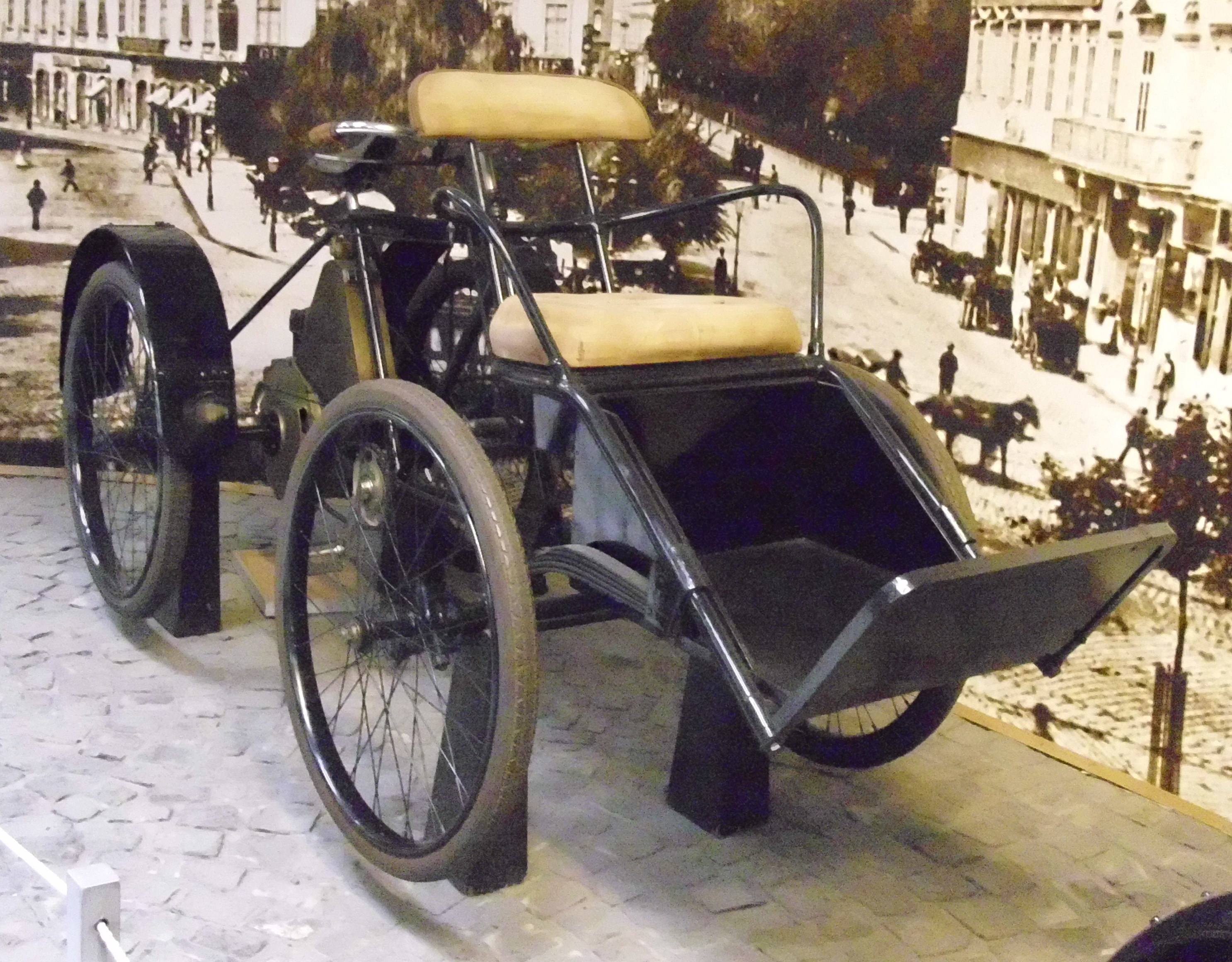
Aurore Quadricycle (1902)

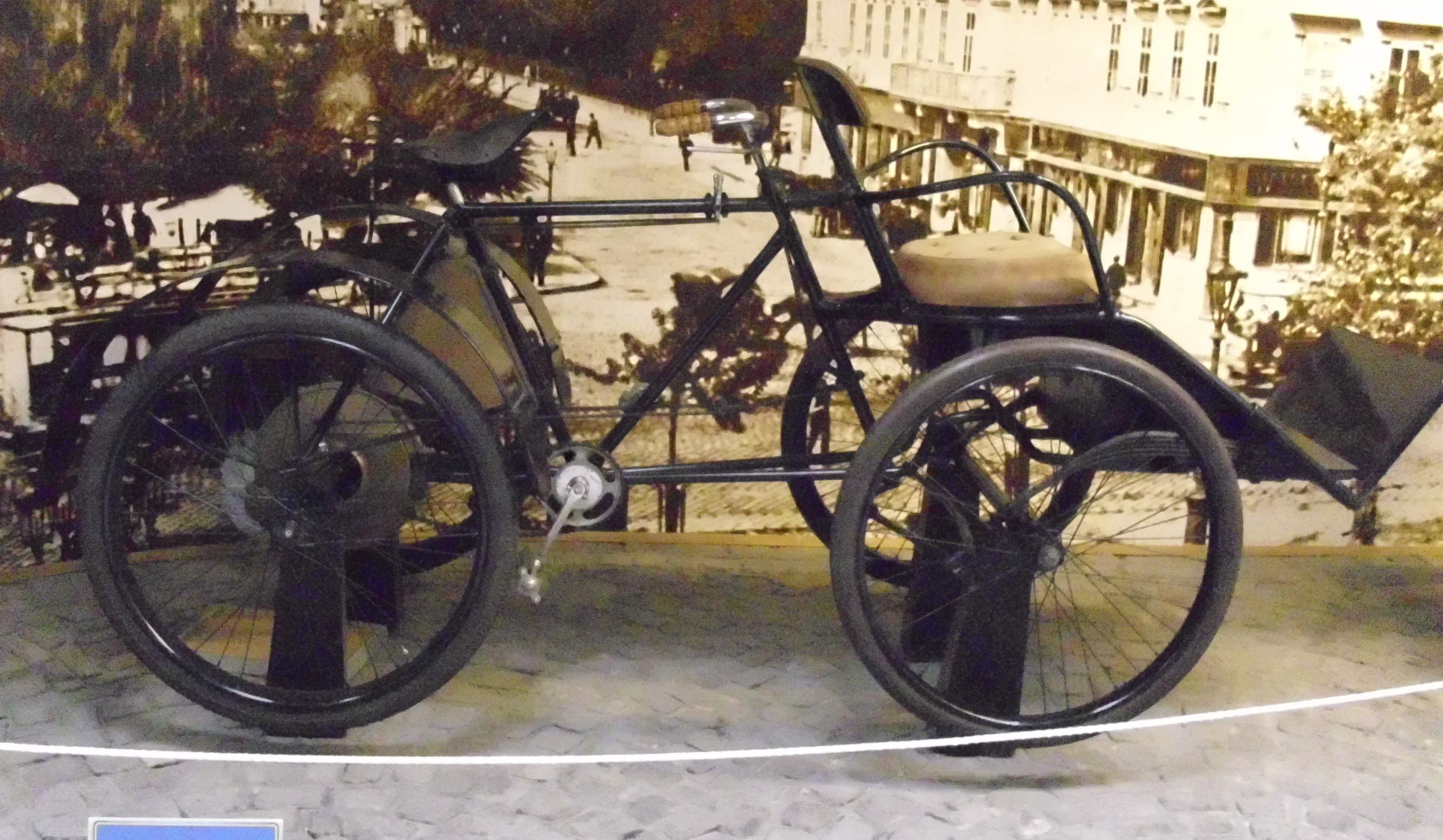
Aurore Quadricycle

Aurore byl rakousko-uherský výrobce jízdních kol a automobilů.

## Historie firmy
Společnost, kterou založil závodní cyklista a konstruktér Nándor Hóra (maďarsky Hóra Nándor; 30. dubna 1876 – 30. listopadu 1963), se v Budapešti zabývala nejprve výrobou jízdních kol. V letech 1898 až 1916 vyráběla automobily.

## Vozidla
Na zakázku budapešťského poštovního úřadu byla vyvinuta malá vozítka pro doručování balíků. Zpočátku, do roku 1902, šlo o tříkolky, poté čtyřkolová vozítka podobající se vozům Benz Velo nebo Quadricycle firmy De Dion-Bouton.